# Камбрий етаж 10
| Период    | Серия         | Етаж        | млн. год.   |
| --------- | ------------- | ----------- | ----------- |
| Ордовик   | Долен ордовик | Тремадокий  | младши      |
| Камбрий   | Фуронгий      | Етаж 10     | 489,5–485,4 |
| Камбрий   | Фуронгий      | Джиангшаний | 494–489,5   |
| Камбрий   | Фуронгий      | Пейбий      | 497–494     |
| Камбрий   | Серия 3       | Гужангий    | 500,5–497   |
| Камбрий   | Серия 3       | Друмий      | 504,5–500,5 |
| Камбрий   | Серия 3       | Етаж 5      | 509–504,5   |
| Камбрий   | Серия 2       | Етаж 4      | 514–509     |
| Камбрий   | Серия 2       | Етаж 3      | 521–514     |
| Камбрий   | Терановий     | Етаж 2      | 529–521     |
| Камбрий   | Терановий     | Фортуний    | 541–529     |
| Едиакарий | Едиакарий     | Едиакарий   | старши      |

Етаж 10 на камбрий е все още неименуван трети и последен етаж от серията фуронгий. Следва след джиангшаний и предхожда етажа тремадокий от периода ордовик. Предложената долната граница е първата поява на трилобита Lotagnostus americanus преди около 489,5 милиона години, но и други вкаменелости също се обсъждат. Горната граница се определя като появата на конодонта Iapetognathus fluctivagus, който бележи началото на тремадокий и е датиран радиологично преди 485,4 ± 1,9 милиона години.
10-ия етаж на камбрий няма официално име от Международната комисия по стратиграфия все още, въпреки че съществуват редица местни имена. Някои автори предпочитат името „лоусъний“ по името на Лоусън дол, в планината Уа уа в щата Юта.